# Cogimur iubente altissimo

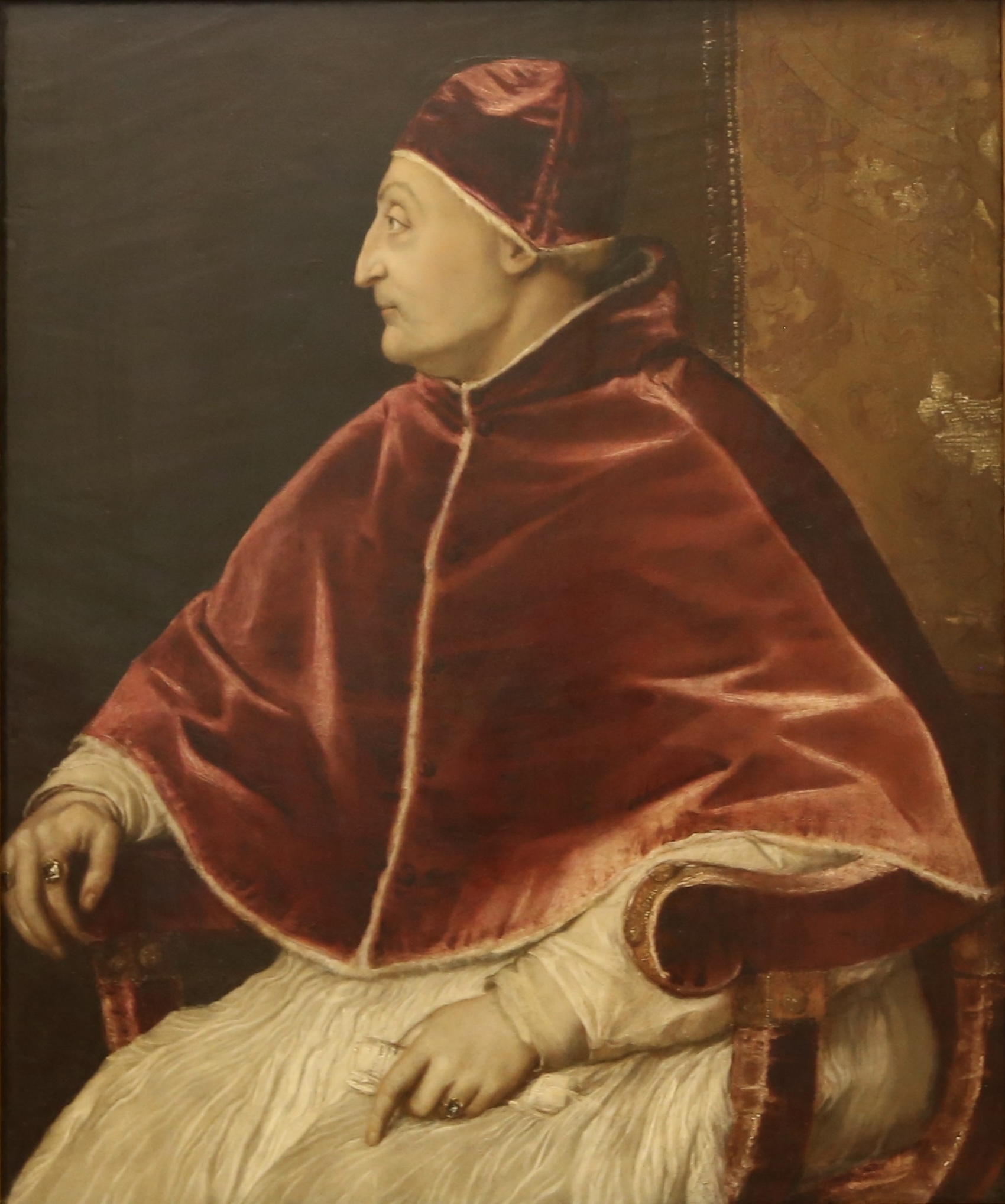
Papa Sisto IV

Cogimur jubente altissimo é uma bula papal emitida pelo Papa Sisto IV em 8 de abril de 1481 convocando uma cruzada contra o Império Otomano.
Sisto concedeu indulgências aos que participaram da cruzada e instituiu um dízimo para pagá-la. Ele também entregou sua própria baixela de prata para financiar a cruzada.